# トコペディア
トコペディア（Tokopedia）は、インドネシアの大手オンラインマーケットプレイス。2009年に開設された同社は個々の企業家や中小企業がオンラインストアを開設できるプラットフォームを提供しC2C(消費者間取引)環境を構築している。トコペディアは開設時から少なくとも2015年の年末まで無料の基本取引機能を提供していた。
2021年5月17日、トコペディアとオンライン配車・配送サービス大手のゴジェックとの経営統合が発表され、統合後の新会社の名称は「ゴートゥーグループ（GoTo Group）」となる。

## 歴史
トコペディアはWilliam TanuwijayaとLeontinus Alpha Edisonによって2009年2月6日に設立された。同社は8月17日に公式に開設した「Tokopedia.com」を運営している。

### 投資
2009年にトコペディアは「PT Indonusa Dwitama」から25億インドネシア・ルピア(約2000万円)の着手金を調達した。それ以降イースト・ベンチャーズ(2010)、サイバーエージェント・ベンチャーズ(2011)、BEENOS（当時ネットプライスドットコム） (2012)及びソフトバンク・ベンチャーズ・コリア(2013)を含む世界のベンチャーキャピタルから資金を調達した。2014年10月、トコペディアはセコイア・キャピタル及びソフトバンク・インターネット・アンド・メディア・インク(SIMI)から東南アジアのテクノロジー企業としては初となる1億ドル(約1兆2000億ルピア)の資金を調達した 。2016年4月、トコペディアは同社の最新の資金調達ラウンドで1億4700万ドルを調達した。
2017年8月、トコペディアはアリババから11億ドルの出資を受け、アリババはインドネシアの電子商取引で足場を得た。

### 賞
トコペディアは2014年12月11日に行われたMarkplus Inc.主催の「マークプラス・カンファレンス2015」において電子商取引部門で2014年の年間最優秀業者として表彰された。

## ブランド大使
2014年11月12日、Tokopedia.comはチェルシー・イスランが同社のブランド大使になると公式に発表した。
2015年10月21日、トコペディアはイスヤナ・サラスヴァチがイスランに代わって新たなブランド大使になったと認めた。
2017年5月29日、トコペディアはデスタ・マヘンドラとビンセント・ライアン・ロンピーズがイスヤナに代わり5月29日から6月4日まで行われるトコキャッシュのプロモーション期間中の新大使になることを認めた。